# Marcin Szczurowski
Marcin Piotr Szczurowski  (ur. 3 marca 1981 w Morągu, zm. 21 grudnia 2011 w Ghazni w Afganistanie) – polski żołnierz, starszy szeregowy Wojska Polskiego, poległ podczas wykonywania zadania bojowego w czasie X zmiany Polskich Sił Zadaniowych ISAF w Afganistanie, pośmiertnie awansowany na stopień sierżanta.

## Życiorys
Marcin Szczurowski urodził się 3 marca 1981 r. w Morągu.

### Przebieg służby wojskowej
W 2003 r. rozpoczął służbę wojskową jako żołnierz zasadniczej służby wojskowej Bartoszycach. Najpierw był strzelcem, potem celowniczym, a następnie jako żołnierz zawodowy pełnił służbę na stanowisku operatora załogi wozu dowodzenia w kompanii dowodzenia w 20 Brygadzie Zmechanizowanej. W 2011 r. odbył kurs obsługi radiostacji w Zegrzu. W 2011 r. uczestniczył w X zmianie w Polskim Kontyngencie Wojskowym w Afganistanie, to była jego pierwsza misja w ramach X zmiany w PKW Afganistan na stanowisku celowniczego Zespołu Odbudowy Prowincji (PRT). Zadaniem jego i kolegów była ochrona specjalistów zajmujących się budową infrastruktury i pomocą lokalnej ludności.

### Śmierć, pochówek
21 grudnia 2011 w godzinach porannych w północnej części prowincji Ghazni doszło do ataku na polski patrol, w którym uczestniczył. W wyniku ataku poległo pięciu żołnierzy, w tym starszy szeregowy Marcin Szczurowski. Polegli żołnierze ochraniali specjalistów z zespołu odbudowy prowincji (PRT). W trakcie powrotu z Mauzoleum Abdur Razzaq (w tym mieście doglądali budowy parku dla mieszkańców) pod pojazdem MRAP (Mine Resistant Ambush Protected) typu M-ATV eksplodował silny improwizowany ładunek wybuchowy. Na miejsce zdarzenia natychmiast wezwano śmigłowce ewakuacji medycznej (MEDEVAC). Do wsparcia patrolu skierowany został również inny patrol wykonujący zadania w południowej części prowincji Ghazni. 22 grudnia w bazie Ghazni w Afganistanie odbyła się uroczystość pożegnania pięciu żołnierzy, w tym Piotra Ciesielskiego. W uroczystości uczestniczył premier Donald Tusk oraz minister obrony narodowej Tomasz Siemoniak. 24 grudnia 2011 odbyła się ceremonia pogrzebowa młodszego chorążego Piotra Ciesielskiego w Morągu, w której uczestniczył m.in. I zastępca szefa Sztabu Generalnego WP gen. broni Mieczysław Gocuł. W nabożeństwie odprawionym w morąskim kościele garnizonowym pw. bł. Michała Kozala uczestniczyli także przedstawiciele władz państwowych i samorządowych, parlamentarzyści, żołnierze i dowódcy wojskowi. Wartę wojskową przy trumnie pełnili m.in. dwaj polscy żołnierze z Afganistanu, którzy uczestniczyli w tragicznym patrolu. Miał 30 lat. Zostawił żonę i dwie córki. Został pośmiertnie awansowany do stopnia sierżanta, odznaczony Krzyżem Kawalerskim Orderu Krzyża Wojskowego oraz Gwiazdą Afganistanu.

## Awanse
- starszy szeregowy – ?

(...)
- sierżant – 2011 (pośmiertnie)[4]

## Ordery, odznaczenia i wyróżnienia
- Krzyż Kawalerski Orderu Krzyża Wojskowego – 2011 (pośmiertnie)[1][4]
- Gwiazda Afganistanu – 2011 (pośmiertnie)[4]